# トビリシ市電
トビリシ市電（グルジア語: თბილისის ტრამვაი）は、かつてジョージア（旧：ソビエト連邦）の首都・トビリシに存在した路面電車。2006年12月4日をもって廃止された。

## 歴史
トビリシ市内を走る鉄道の歴史は1883年に開通した馬車鉄道（Конка）から始まり、開業から数年で560両以上の客車によって運行される路線網に成長した。これをベルギーのヘリオス社（Helios）との契約の元で電化工事を実施したのがトビリシ市電で、1904年11月から電車の営業運転が始まり、馬車鉄道を置き換えた。開業当初の軌間は1,000 mmであったが、ソビエト連邦成立後の1934年から1942年にかけて1,524 mmへの改軌が実施された。
全盛期の1969年には営業キロ105 kmにも及ぶ大規模な路線網となり、車両数も299両を記録した。地下鉄（トビリシ地下鉄）建設の影響で1974年に路線が東西に分断されたが、それでも1980年代には営業キロ100 km以上、12系統を有する路線網が維持されていた。しかし、ソビエト連邦の崩壊によりジョージア（グルジア）が独立して以降、経済の混乱やモータリーゼーション、電力不足に加えて車両や施設の老朽化が進み維持費用が高額になった事から急速に路線網は縮小した。その結果、2000年の時点で3つの系統が残るのみとなり、2002年に起きた地震により更に1系統が廃止された。そして2004年にトビリシ市は路面電車の全廃を決定し、2006年7月7日に7号線、同年12月4日に最後まで残った12号線が営業運転を終了した事で、トビリシ市電は102年の歴史に幕を閉じた。晩年の運賃は10テトリで、後述のトロリーバスと共にトビリシ市内で最も安価な公共交通機関であった。

## 車両
電化開業時に導入された電車は車体側面に窓や扉、壁が存在しないオープンデッキの車両で、2020年現在に至るまでソ連および旧ソ連各国へ向けて多数の路面電車車両を生産する事となるウスチ＝カタフスキー車両製造工場が手掛けた最初期の電車であった。
ソ連時代には同社やリガ車両製作工場製の路面電車の導入が行われ、晩年はソ連各地に導入されていたKTM-5が使用された。しかし独立後は電力供給が不安定になり、運行すらままならない状態が続いた事から、一部車両についてディーゼルエンジンを内蔵したボンネットを取り付けた路面気動車への改造が行われた。架線を撤去した路線で使用されたが、ミニバスの急速な普及によって短期間で路線自体が廃止されたため、これらの気動車は僅かな運行期間のみに終わった。
2017年現在、映画の撮影に合わせて側面がオープンデッキに改造された2軸車1両が残存するが、2017年現在荒廃が進んでいる。

## 復活への模索
2006年の廃止以降、二酸化炭素排出量削減を始めとした環境問題への意識が高まっている事を背景に、トビリシ市内を走る路面電車の復活を望む声が起きている。2012年にもトビリシ市はフランスのシストラ社（Systra）と共同で路面電車復活に関する素案を作成した他、都心と郊外を結ぶ路線の建設プロジェクトの立ち上げも行われたが、約1億5,000万ユーロの資金調達の目途が立たなかった事もあり、2017年の時点でそれ以降の進展はない。